# Giant Squid
A Giant Squid (Óriás tintahal) egy doom metal/progresszív rock/post metal zenekar Amerikából. 2002-ben alakultak meg a kaliforniai Sacramentóban. 2007 óta San Franciscóból irányítják tevékenységeiket. 2005-től 2008-ig a The End Records kiadó jelentette meg lemezeiket, de 2009-óta a philadelphiai Translation Loss Records dobja piacra az albumokat. Már 1999-ben megalakultak, csak akkor még Koi volt a nevük, és punk/reggae-zenét játszottak. 2003-tól 2004-ig Namor néven működtek, 2004-es első stúdióalbumuk már a Giant Squid név alatt került piacra. (A "Spirit of Metal" weboldal szerint "Squid One" néven is ismert a zenekar.) Ez a lemez 2006-ban újra piacra került, felújított változatban, a The End Records gondozásában, ellentétben az eredeti lemezzel, amely független kiadásként jelent meg. Ezen kívül még három nagylemezt, egy EP-t és egy split lemezt tartalmaz a zenekar diszkográfiája. 2015 óta szünetet tart az együttes. 2016-ban John Haughm, az Agalloch énekese és a Giant Squid három tagja új együttest alapított, "Khorada" néven.

## Tagok
- Aaron Gregory - éneklés, gitár
- Bryan Beeson - basszusgitár
- Jackie Perez Gratz - cselló, éneklés
- Andy Southard - billentyűk, éneklés
- Zack Farwell - dobok

## Diszkográfia
- Metridium Field (stúdióalbum, 2004)
- Monster in the Creek (EP, 2005)
- Metridium Fields (stúdióalbum, a két évvel ezelőtti "Metridium Field" album kiadónál megjelent változata)
- Sutter's Fort (split lemez a Grayceon-nal, 2007)
- The Ichthyologist (stúdióalbum, 2009)
- Cenotes (stúdióalbum, 2011)
- Minoans (stúdióalbum, 2014)